# シュテファン・クンツ
シュテファン・クンツ（Stefan Kuntz、1962年10月30日 - ）は、ドイツ・ノインキルヒェン出身の元サッカー選手、サッカー指導者。元トルコ代表監督。選手時代のポジションはフォワード。
父親のギュンター・クンツも、1960年代にボルシア・ノインキルヒェンでプレーしたサッカー選手である。

## 選手経歴
クンツは地元クラブボルシア・ノインキルヒェンの下部組織で育ったが、その一方で警察官としての職業訓練を受けていた。1983年、VfLボーフムと契約を結びプロサッカー選手としてのキャリアを開始すると1983-84シーズン開幕戦のキッカーズ・オッフェンバッハ戦でデビューし決勝点を決める活躍を見せた。さらに、1985-86シーズンには22得点をあげてリーグ得点王となった。
1986年にFCバイエル05ユルディンゲンに移籍し3シーズンを過ごした後、1989年に1.FCカイザースラウテルンへ移籍。カイザースラウテルン在籍時の1989-90シーズンにはDFBポカール優勝、1990-91シーズンにはブンデスリーガ優勝に貢献し年間最優秀サッカー選手賞を受賞、1993-94シーズンには18得点をあげて2度目のブンデスリーガ得点王となった。
その後、トルコのクラブであるベシクタシュJKでプレーするなど1999年まで現役を続け、ドイツ・ブンデスリーガで449試合に出場して179得点を挙げた。
代表レベルではU-21代表やB代表などの下位カテゴリでのプレー経験があり、ドイツ代表としては1993年12月18日に行われたアメリカ合衆国戦でデビューすると、この試合で代表初得点を決めた。1994 FIFAワールドカップではグループリーグ1試合に出場したのみに終わったが、UEFA EURO '96では準決勝のイングランド戦においてアラン・シアラーに先制されて迎えた前半15分に同点ゴールを記録するなど、5試合に出場しタイトル獲得に貢献した。ドイツ代表としての通算成績は国際Aマッチ25試合出場6得点で、その内訳は20勝5分である。

## 引退後
引退後はユース時代を過ごしたボルシア・ノインキルヒェンやカールスルーエSCなどで監督を務めたが結果を残すことは出来ず、スポーツマネージメント業に転じた。2005-06シーズンにはTuSコブレンツ、2006年から2008年まではVfLボーフムでアスレティック・ディレクターを務めた後、2008年4月にカイザースラウテルンの会長に就任した。
当時のカイザースラウテルンは存続の危機にあったが就任当初からリーダーシップを発揮し、クラブの財政問題を改善する一方で、ヘアツブルト（ドイツ語: Herzblut）と題したキャンペーンを打ち出しサポーターや地元企業に対して支援を呼びかけるなどの経営手腕を見せた。クンツは就任2年目でブンデスリーガ1部昇格に導くと2010-11シーズンには7位という成績を収めたが、翌2012-12シーズンに最下位となり2部に降格すると、その後は1部リーグ復帰を果たせずにいた。2015年11月からはブンデスリーガを統括するドイツサッカーリーグ機構 (DFL) の役員を務めた。クンツとクラブとの契約は2017年12月31日まで残されていたが、2016年4月に解除された。
2016年8月23日、ホルスト・ルベッシュの後任としてU-21ドイツ代表の監督に就任した。2017年6月にポーランドで開催されたUEFA U-21欧州選手権2017では決勝でU-21スペイン代表を下し、2009年大会以来2度目のタイトル獲得に導いた。2021年、2020東京オリンピックにおけるドイツ代表チーム監督も務めた。
2021年9月19日、トルコ代表の監督に就任したことが発表された。
2023年9月19日、トルコ代表の監督を解任された。

## 代表歴

### 出場大会
- ドイツ代表
  - 1994 FIFAワールドカップ (ベスト8)
  - UEFA EURO '96 (優勝)

### 試合数
- 国際Aマッチ 25試合 6得点（1993年-1997年）[16][5]

| ドイツ代表 | 国際Aマッチ | 国際Aマッチ |
| 年         | 出場        | 得点        |
| ---------- | ----------- | ----------- |
| 1993       | 2           | 1           |
| 1994       | 6           | 1           |
| 1995       | 6           | 0           |
| 1996       | 10          | 4           |
| 1997       | 1           | 0           |
| 通算       | 25          | 6           |

### 得点
出典
| # | 開催日         | 開催地                                                       | 対戦国             | スコア | 結果         | 大会                          |
| - | -------------- | ------------------------------------------------------------ | ------------------ | ------ | ------------ | ----------------------------- |
| 1 | 1993年12月18日 | オークランド、オークランド・アラメダ・カウンティ・コロシアム | アメリカ合衆国     | 0-2    | 0-3          | 親善試合                      |
| 2 | 1994年9月7日   | モスクワ、ルジニキ・スタジアム                               | ロシア             | 0-1    | 0-1          | 親善試合                      |
| 3 | 1996年6月5日   | マンハイム、カール＝ベンツ・シュタディオン                   | リヒテンシュタイン | 2-0    | 9-1          | 親善試合                      |
| 4 | 1996年6月5日   | マンハイム、カール＝ベンツ・シュタディオン                   | リヒテンシュタイン | 9-1    | 9-1          | 親善試合                      |
| 5 | 1996年6月26日  | ロンドン、ウェンブリー・スタジアム                           | イングランド       | 1-1    | 1-1 (6-7 p.) | UEFA EURO '96                 |
| 6 | 1996年10月9日  | エレバン、ラズダン・スタジアム                               | アルメニア         | 0-5    | 1-5          | 1998 FIFAワールドカップ・予選 |

## 獲得タイトル

### クラブ
1.FCカイザースラウテルン
- ドイツ・ブンデスリーガ : 1990-91
- DFBポカール : 1989-90

### 代表
ドイツ代表
- UEFA欧州選手権 : 1996

### 個人
- ドイツ・ブンデスリーガ得点王 : 1985-86, 1993-94
- ドイツ年間最優秀選手賞 : 1991

### 指導者
U-21ドイツ代表
- UEFA U-21欧州選手権 : 2017